# Eburonen

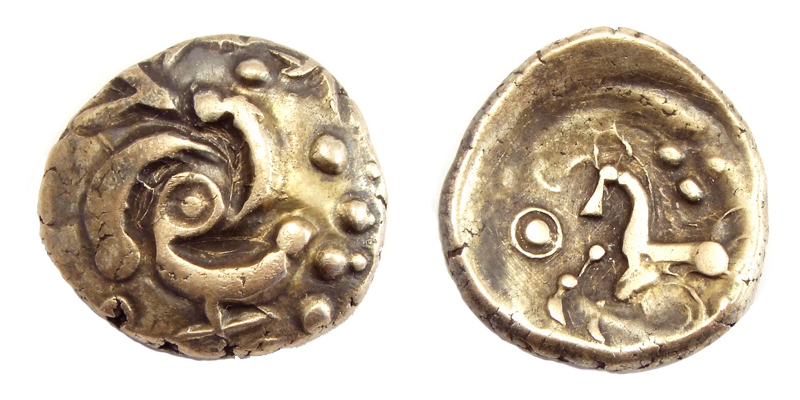
Gouden stater van de Eburonen
Triskele op voorzijde, gestileerd paard op keerzijde

De Eburonen (Latijn: Eburones; Grieks: Ἐβουρωνοί / Ebourōnoí) waren een volksstam waarvan het grootste deel ten tijde van Caesar woonde "tussen Maas en Rijn", in gedeelten van het huidige Nederland en België (de Kempen, Luik (provincie), Belgisch- en Nederlands-Limburg) en Duitsland (aan de Roer, een zijrivier van de Maas). In het westen grensde hun gebied aan dat van de Menapiërs, die aan de monding van Maas en Rijn woonden. Ook de Ambivariti zijn ergens langs hun westelijke grens te situeren. De stam werd door Caesar deels vernietigd. De overlevenden vinden we terug als Texuandri in Toxandrië, de huidige Kempen in de provincies Antwerpen en Noord-Brabant.

## Oorsprong
Het is onbekend van welke bevolkingsgroep de Eburonen afstammen. Geen enkele schriftelijke bron beschrijft de exacte geschiedenis van de volksstam. Tevens ontbreken archeologische gegevens (vooralsnog) daartoe. Dat betekent dat de Eburonen zich vóór de intocht van Julius Caesars troepen in het gebied kunnen hebben gevestigd middels immigratie van elders. Het is daarmee echter evenwel mogelijk dat de Eburonen nazaten zijn van de oudste inwoners van de streek tussen Maas en Rijn, ter hoogte van zowel België als Nederlands Limburg. 
Naar aanleiding van Caesar's boeken over de Gallische Oorlog blijkt dat de Eburonen vóór 54 v.Chr. schatplichtig waren aan de stam van de Atuatuci. Dat suggereert dat de Eburonen een ondergeschikte positie hebben ingenomen voordat zij daadwerkelijk een hoofdmacht konden uitoefenen over hun grondgebied. Julius Caesar vermeldt in zijn boeken tevens de plaats Atuatuca als de hoofdzetel van de Eburonen. Aangezien Caesar vermeldt dat deze vesting het voormalig bezit was van de Atuatuci, zouden we aan kunnen nemen dat deze plaats is ingenomen door de Eburonen. Tevens merkt Caesar kort op dat deze wisseling van eigenaarschap slechts kort geleden plaats vond. 
De Eburonen hadden mogelijk gevorderde contacten met Germaanse stammen. Caesar beschrijft dat de stam haar economische steun onder andere zoekt bij diverse Germaanse stammen. Zo dreigt de Eburoonse koning Ambiorix met de inval van Germaanse troepen als hij Caesar's officieren Sabinus en Cotta probeert over te halen om van zijn vrijgeleide gebruik te laten maken. Tevens komen militairen van de Sugambren in 53 v.Chr. de vesting Atuatuca belegeren terwijl daar legioenen van Julius Caesar ingekwartierd zijn. 

## Ten tijde van Caesar

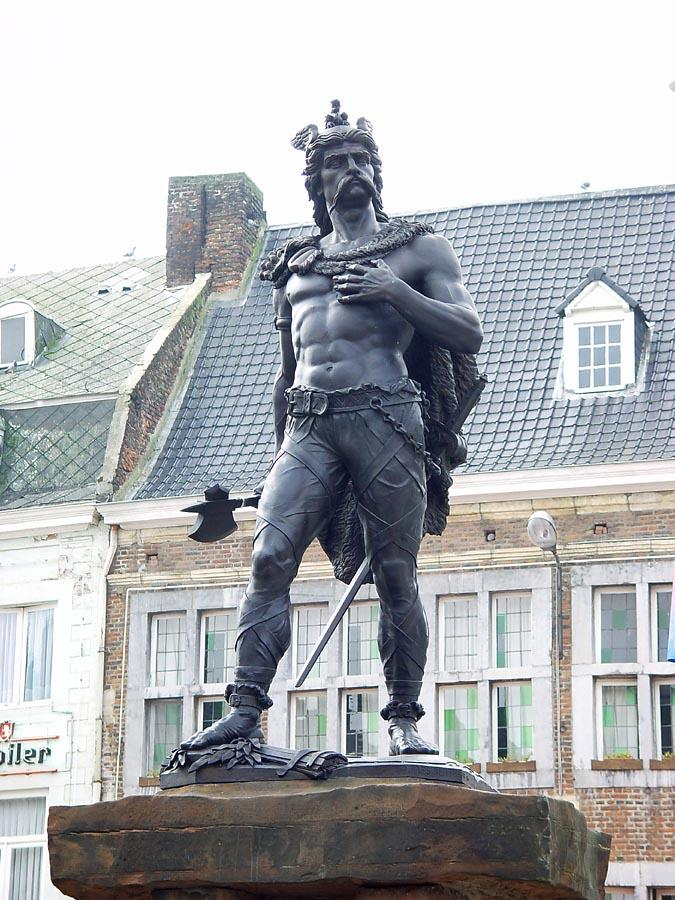
Standbeeld van Ambiorix in Tongeren (België)

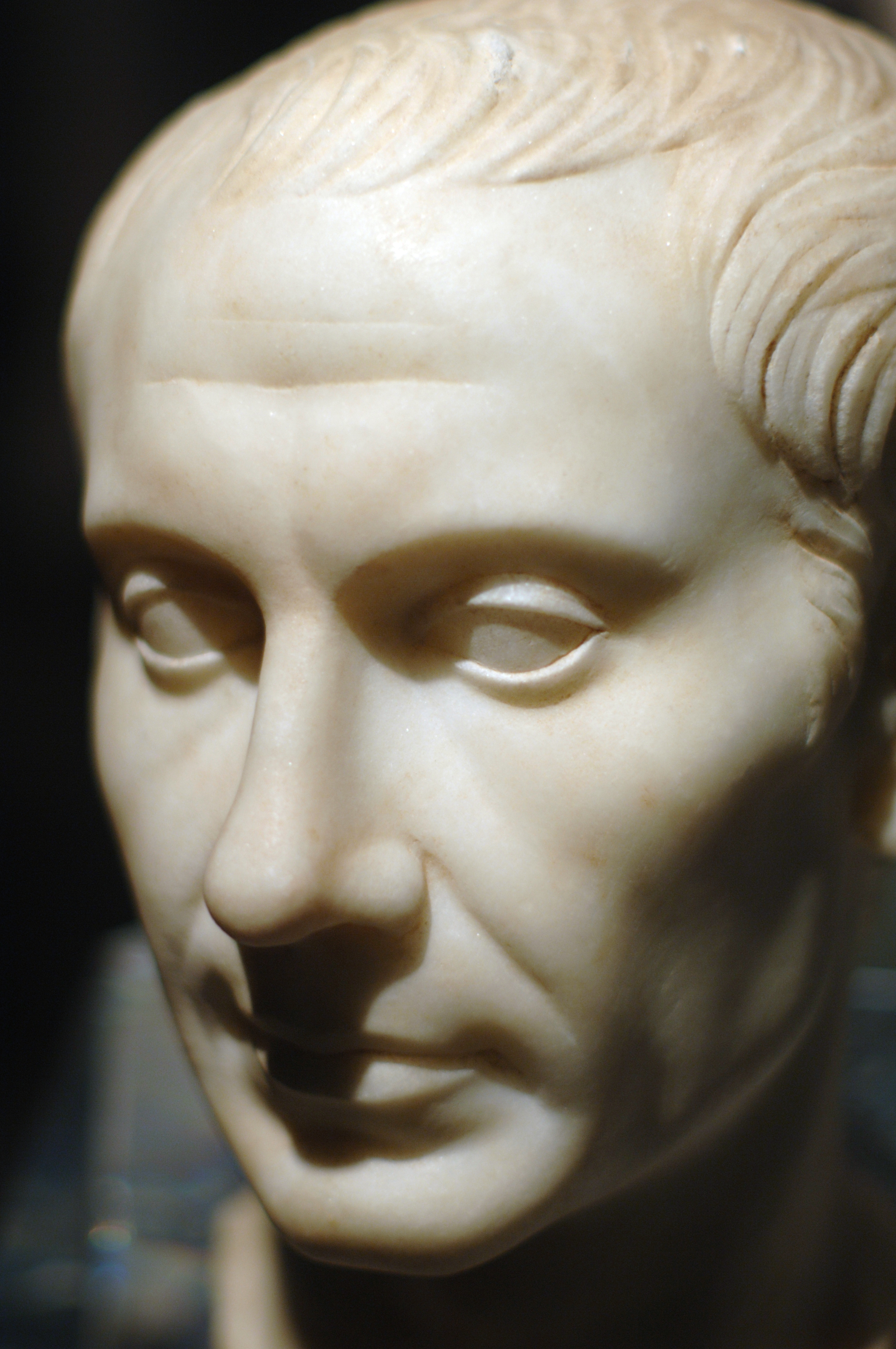
Gaius Julius Caesar, buste van marmer

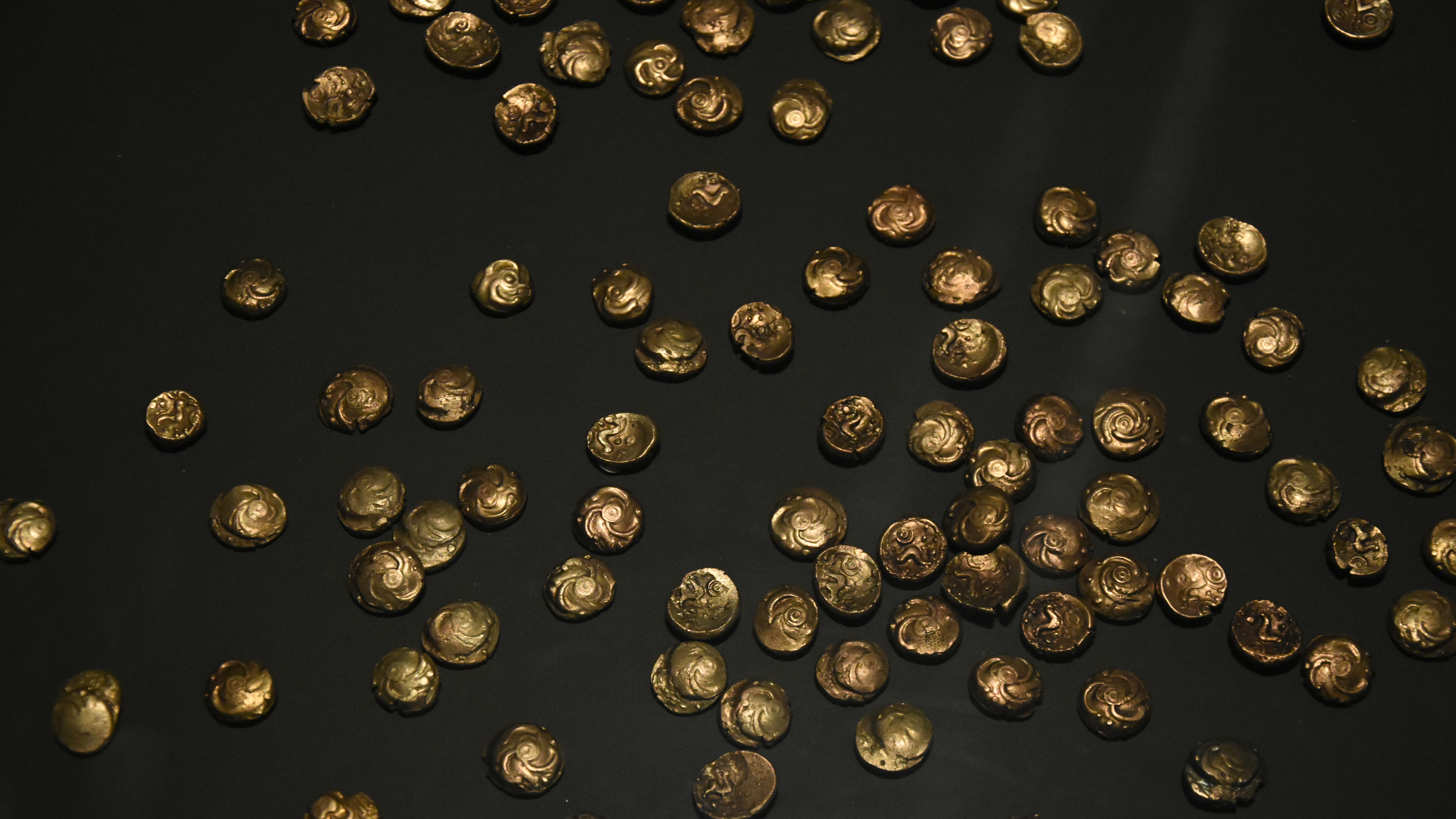
Staters (goud, 55 v.Chr.) van de Eburonen, gevonden in Vechmaal - Gallo-Romeins Museum (Tongeren)

Caesar noemt twee koningen, Ambiorix en de bejaarde Catuvolcus, die elk zeggenschap zouden hebben gehad over een deel van de stam. Caesar vermeldt dat de Eburonen vazallen waren van de Treveri en hij legt Ambiorix de uitspraak in de mond dat hij schatplichtig was aan de Atuatuci, die zijn zoon en neef als gijzelaars in hun macht ("in slavernij en ketenen") hadden, tot Caesar die toestand ongedaan maakte. De Atuatuci grensden aan "zijn machtsgebied". Tussen de Eburonen en de Treveri woonden de Segni en de Condrusi, die Caesar eveneens tot de Germaanse stammen rekende.
Hun relatief grote naambekendheid danken de Eburonen aan de opstand tegen de Romeinse veroveraar in 54 v.Chr., die volgens Caesar een initiatief van Ambiorix zou zijn geweest. De Eburonen vernietigden anderhalf Romeins legioen, voor de winter ingekwartierd in de vesting Atuatuca, trokken vervolgens naar de Atuatuci en de Nervii en sloegen samen met hen het beleg voor het winterkwartier van Quintus Cicero, de broer van de bekende redenaar, dat aan de oostelijke grens van het gebied der Nerviërs was gesitueerd. Op het nippertje kon Caesar voorkomen dat ook Cicero's legioen vernietigd werd.

## Atuatuca
De juiste locatie van de vesting Atuatuca ("het fort") is onderwerp van discussie. Caesar zegt dat ze "bijna in het midden van het gebied der Eburonen" lag, op vijftig mijl van het winterkamp van Cicero, en "een weinig verder" van dat van Labienus (in het grensgebied Remi-Treveri, op zestig mijl van Cicero. Andere identificaties als Kaster (Kanne), Limburg (Luikse stad), en Grand-Mesnil hebben hun voor- en tegenstanders.
Het daaropvolgende oorlogsseizoen wijdde Caesar aan de vernietiging van de Eburonen, waarvoor hij Atuatuca als uitvalsbasis gebruikte. Hij verklaarde de stam vogelvrij en iedereen mocht komen plunderen en moorden. De Eburonen waren gevlucht naar de meest ontoegankelijke uithoeken van het Belgisch territorium: het Ardennerwoud, de Peel ("aaneengesloten moerassen") en de delta van Maas en Rijn ("op eilanden die door de getijden worden gevormd"). Velen ontvluchtten Gallië. Catuvolcus pleegde zelfmoord. Ambiorix wist te ontkomen, hoewel de Romeinen hem enkele malen bijna te pakken hadden; Caesar zou hem nooit kunnen vangen, hoewel hij in 52 v.Chr. opnieuw verwoestende rooftochten organiseerde in Ambiorix' machtsgebied.

## Na Caesar
Ongetwijfeld heeft de bevolking onder de represailles zwaar te lijden gehad, maar het is onwaarschijnlijk dat de Eburonen volledig uitgeroeid werden. Uit de archeologie en de toponymie blijkt dat niet. Later vinden we in het gebied van de Eburonen: de Frisiavones (aan de Schelde ?), de Texuandri (Kempen ?) die als nazaten van de Eburonen worden gezien, de Tungri (Haspengouw), de Bataven (in het oostelijke deel van het Nederlandse rivierengebied) en de Ubii (op de linker Rijnoever, vanaf 38 v.Chr.). De evolutie in de huisplattegronden in de Kempen is met de verdwijning van de Eburonen en de herbevolking van het gebied in verband gebracht.

## Germanen of Kelten?
Hoewel de Eburonen als 'Oude Belgen' (Belgae) beschouwd worden, die overwegend uit Keltische stammen bestonden, rekent Caesar hen tot de zogenaamde Germani cisrhenani, Germaanse stammen die ten westen van de Rijn woonden, en waarschijnlijk verschilden van de Belgae. (Tacitus suggereert dat Caesar de eerste was om deze Germaanse stammen met de naam Germanen aan te duiden.)

Over de waarde die aan deze en dergelijke uitspraken van Caesar mag gehecht worden, is veel discussie. Ook over hun juiste woongebied en hun etnische oorsprong is het laatste woord nog niet gezegd. Op basis van muntvondsten en muntconcentraties is bijvoorbeeld vast te stellen dat er Eburonen in het oostelijk deel van het Nederlandse rivierengebied en in Belgisch Limburg woonden.

De namen van hun koningen zijn zuiver Keltisch. Dat lijkt erop te wijzen dat bij de Eburonen ten minste de hogere klasse Keltisch was of althans "gekeltificeerd" (dat wil zeggen de taal en de gebruiken van de Kelten had overgenomen). In de naam van de stam zelf kan een Keltisch element herkend worden, namelijk *eburo-, wat taxus betekent - waar de naam van het latere Toxandrië ook naar verwijst. Maar er is ook het Germaanse *ebura, "ever(zwijn)".
Naast mogelijk Keltische en Germaanse verklaringen zijn er ook Indo-Germaanse verklaringen mogelijk (woordstammen die zowel het Keltisch als het Germaans voorafgingen en waaruit beide talen ontleenden).